# Cnesmone hainanensis
Cnesmone hainanensis là một loài thực vật có hoa trong họ Đại kích. Loài này được (Merr. & Chun) Croizat mô tả khoa học đầu tiên năm 1941.